# 千葉県道86号館山白浜線
千葉県道86号館山白浜線（ちばけんどう86ごう たてやましらはません）は、千葉県館山市から南房総市に至る県道（主要地方道）である。

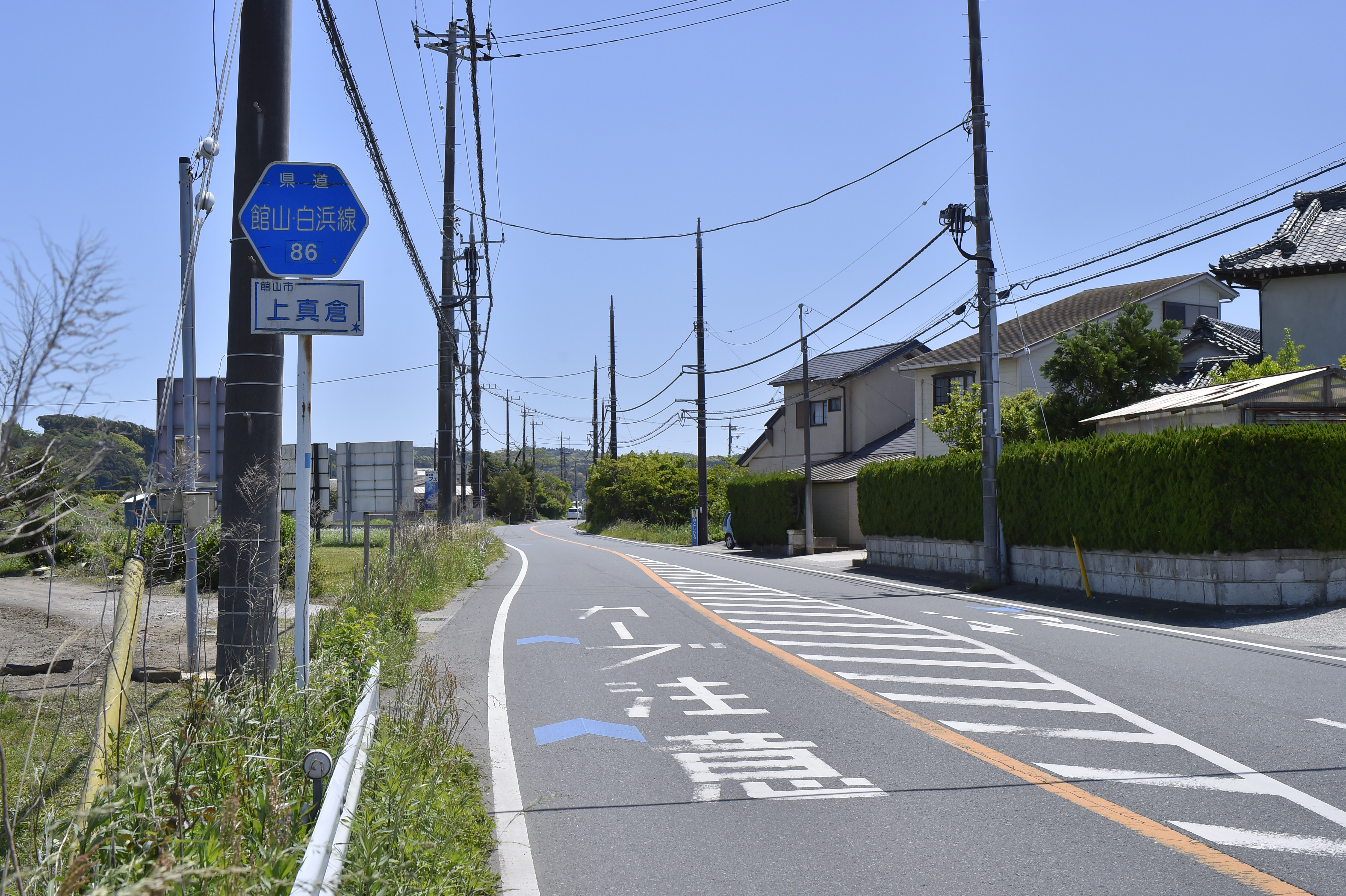
千葉県道86号館山白浜線
館山市上真倉（2023年5月）

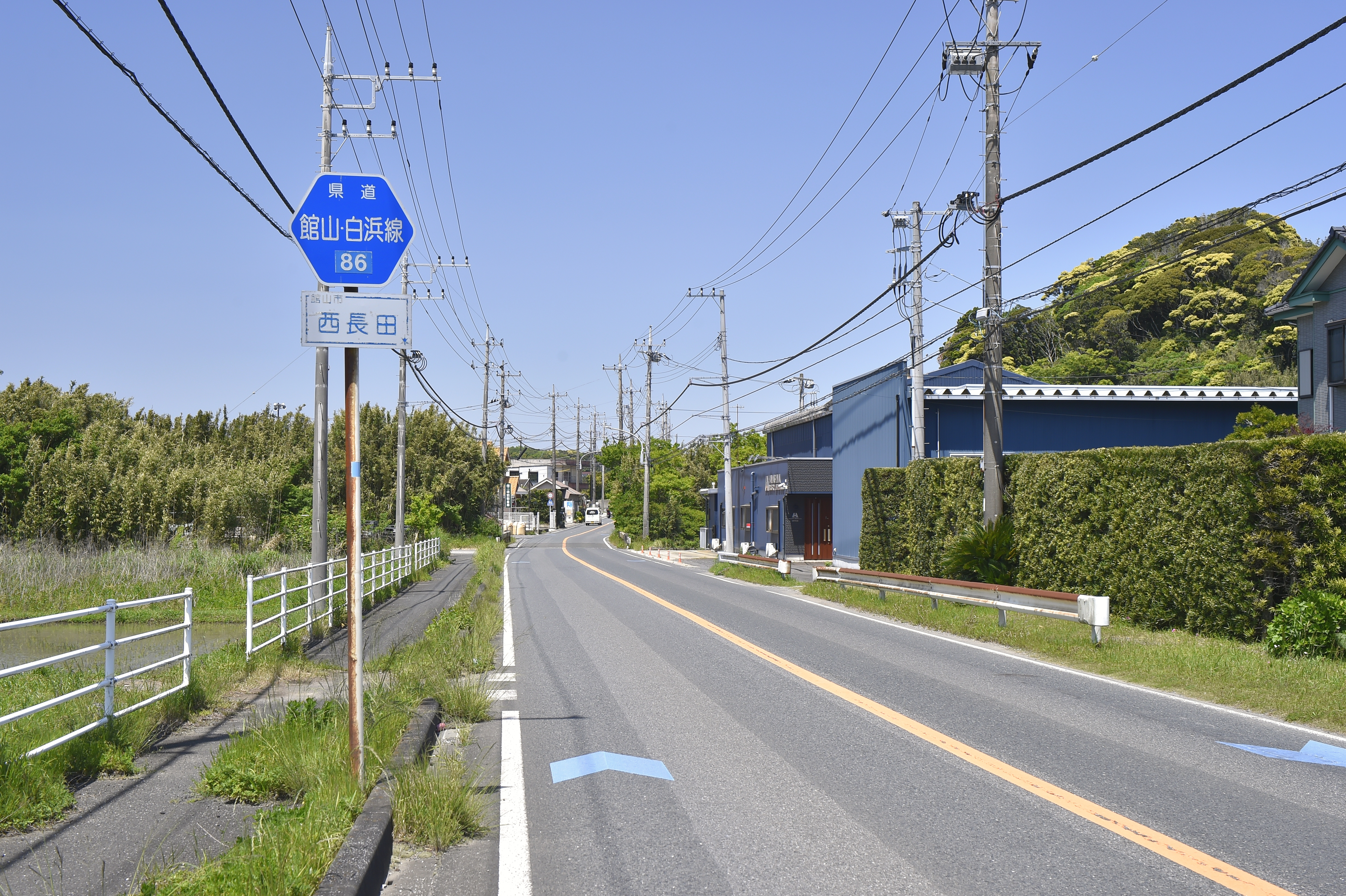
館山市西長田（2023年5月）

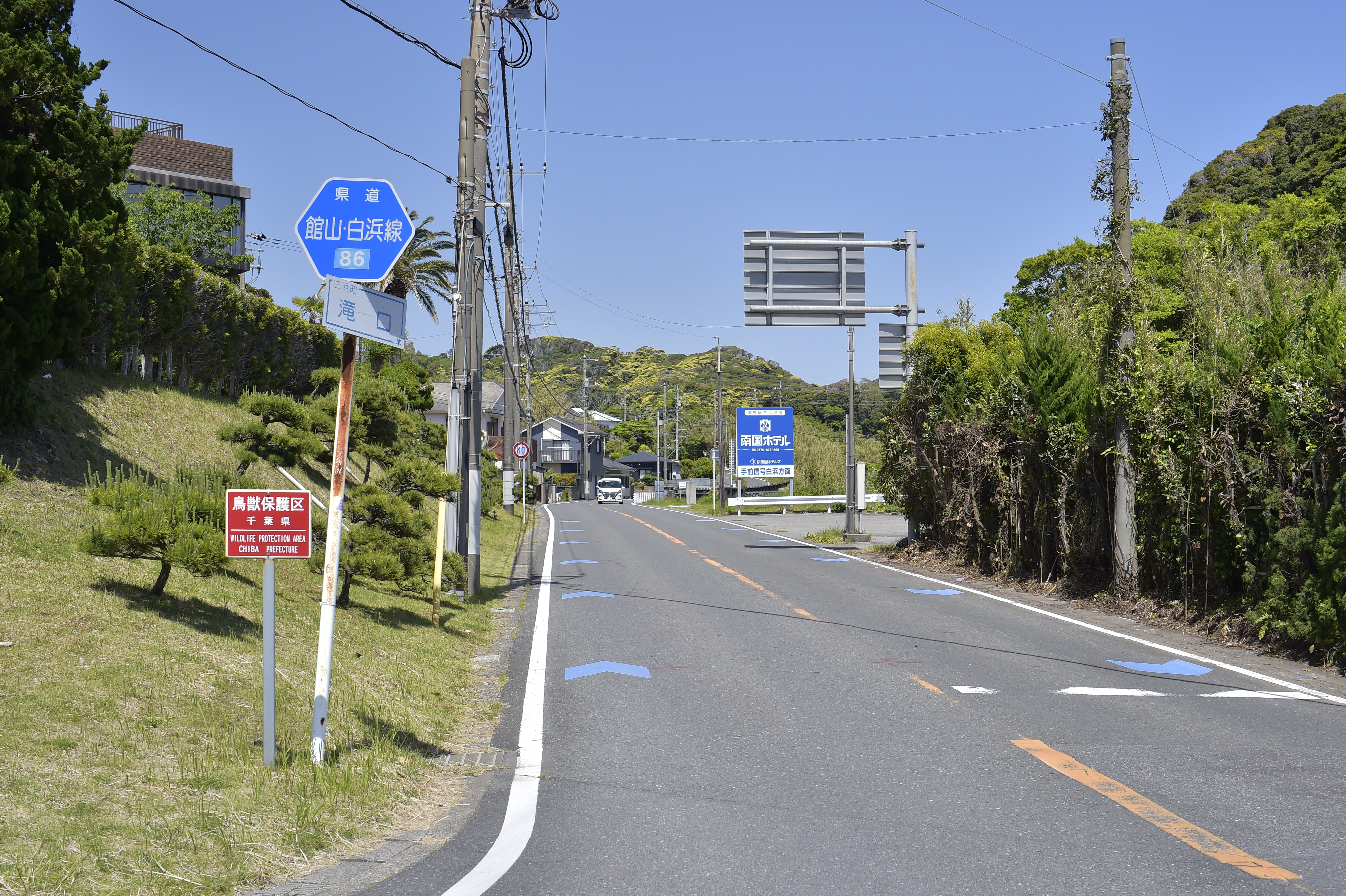
南房総市白浜町滝口（2023年5月）

## 概要
館山市の市街地から山間部を抜け、房総半島南端の野島崎付近へ至る、千葉県最南端の県道である。南房総市白浜地区と館山市街地を結ぶ最短距離の道路である。

### 路線データ
- 起点：館山市下真倉 下真倉南交差点（国道410号交点）
- 終点：南房総市白浜町滝口 七島橋脇交差点（国道410号交点）
- 総延長：10.645 km（安房土木事務所管内：10.645 km[1]）
- 重用延長：0.0 km（安房土木事務所管内：0.0 km[1]）
- 実延長：10.645 km（安房土木事務所管内：10.645 km[1]）
- 認定年月日：1955年（昭和35年）3月4日

## 路線状況

### 道路施設
- 館川橋（汐入川）
- 中山隧道（館山市西長田：延長185m）[2]
- 神余トンネル

## 地理

### 通過する自治体
- 千葉県
  - 館山市 - 南房総市

### 交差する道路
- 国道410号北条バイパス（下真倉交差点）
- 国道410号（七島橋脇交差点）

### 周辺の地理・施設
- 館山風力発電所
- 巴川 (千葉県)
- 松野尾寺（自性院）
- 館山市立神余小学校
- 長尾川
- 南房総市立白浜中学校
- 野島崎（終点より東へ2kmほど）